# Baltazar de Cordes
Baltazar de Cordes, marino, explorador y corsario neerlandés del siglo XVII hermano de Simón de Cordes, que participó en la expedición de Jacobo Mahu. Capturó brevemente la provincia española de Chiloé, que actualmente pertenece a Chile. Tras la reacción del ejército español debió retirarse hacia el norte.

## La expedición de Mahu
En el 27 de junio de 1598, zarpó de Róterdam una expedición de cinco navíos a cargo del almirante Jacobo Mahu. La flota estaba formada por los siguientes navíos: Hoop, Esperanza, al mando directo de Mahu; Liefde, Caridad, con Simón de Cordes, segundo al mando; Geloof. Fe, al mando de Gerrit van Beuningen; Trouwe, Lealtad, con Jurriaan Van Boekhout; y Blijde Boodschap, Buena Nueva o Evangelio, también llamado Vliegende Hert, Ciervo volante, al mando de Sebald de Weert.  Si bien su objetivo era pacífico, es decir comerciar con India, se decidió realizar el viaje a través del estrecho de Magallanes, en mares revindicados por la Monarquía Hispánica.
La flota tuvo dificultades para atravesar el Atlántico y el 3 de septiembre de 1599 llegó finalmente al Pacífico. En las primeras singladuras  fueron sorprendidos por una tormenta torrencial, durante la cual el Geloof y el Trouwe, fueron arrastrados de regreso hacia el estrecho de Magallanes. Cuando el Geloof finalmente perdió de vista al Trouwe, el capitán De Weert se encontró con una tripulación inquieta amenazando con forzar un regreso a los Países Bajos. El Trouwe encontró finalmente refugio en una de las islas chilenas del archipiélago de Chonos, donde varios miembros de la tripulación, incluyendo al nuevo comandante del grupo, Simón de Cordes, fueron asesinados por los nativos. Los que sobrevivieron, ya al mando de Baltazar de Cordes, lograron alcanzar tierra en la península Lacuy, en el norte del archipiélago de Chiloé, donde gracias a sus conocimientos del idioma español lograron comunicarse con los indígenas locales y unos desertores españoles que les informaron de la situación de indefensión en que se encontraba Castro, el principal puerto de Chiloé.
Se organizó un ataque de indígenas por tierra y por mar, mientras que astutamente se presentaron como aliados de los españoles. Lograron capturar el puerto y permanecer dueños de toda la colonia por algunos meses. Sin embargo la reacción del capitán Pérez de Vargas, que había logrado ponerse a salvo, y tras la llegada del refuerzo del capitán Francisco del Campo, lograron recuperar el control de la isla en el combate de Castro. Cordés huyó con solamente 12 de los suyos y los españoles tomaron represalias contra los huilliches sublevados.
El Trouwe logró cruzar el Pacífico y apareció más tarde en Tidore (Indonesia), donde la tripulación fue apresada  por los portugueses en enero de 1601 y los supervivientes fueron enviados a Goa.
La captura de Chiloé por los neerlandeses tuvo repercusiones en la Corona española, la cual autorizará el Real Situado y solicitará, en los parlamentos o tratados de paz, que los mapuches nunca se vuelvan a aliar con los enemigos de España.